# Spermatokela
Spermatokela je izbočenje, odnosno cista, u području pasemenika (epididimisa). Nastaje kad se prošire prvobitno slepo zatvoreni semeni kanalići. Kada izazivaju tegobe mogu se hirurški odstraniti.

## Epidemiologija
Statistički podaci o tačnom broju pacijenata sa ovim stanjem nisu u potpunosti poznati, ali se u literaturi navodi da se nalazi kod oko 10% mlađih pa sve do 30% kod starijih  pacijenata kod kojih je ultrazvuk mošnica načinjen iz bilo kog drugog razloga.

## Etiologija
Tačan uzrok nastanka nije poznat, povezuje se sa traumom ili inflamacijom pasemenika a mogućnost nastanka raste sa godinama (najčešća kod muškaraca između 40 i 60 godina starosti).

## Klinička slika
Spermatokele su male, manje od 1 cm u prečniku, najčešće su ispunjene tečnim sadržajem. Uglavnom su bezbolne, benigne, ne izazivaju sterilitet i ne zahtevaju terapiju. Ako se vremenom uvećaju i stvaraju neugodnost, bol, osećaj povlačenja ili težine.

## Dijagnoza
Dijagnoza se postavlja na osnovu anamneze, kliničke slike i detaljnog pregleda, kada je dovoljna da se posumnja na ovo stanje.   
Nije potrebno raditi nikakvu laboratoriju, osim kod postojanja bolovau mošnicama, da se iskluči epididimitis (zapaljenje epididimisa).
Dijagnoza se kliničkim pregledom najčešće postavlja opipavanjem (palpacijom) testisa dok je pacijent u stojećem položaju. 
Može se otkriti i transluminacijom (test prosvetljavanja skrotuma). 
Konačna dijagnoza se potvrđuje ultrazvukom (kolor  dopler ultrasonografijom) testisa sa epididimisom, kojom se može prikazati protok krvi u snimanom području tela.

## Terapija
Većina spermatokela ne zahteva bilo kakvo lečenje.
Medikamentna terapija
Ne postoje lekove koji se primenjuju u lečenju spermatokele. Kod bolova se ordiniraju analgetici, dok se kod epididimitisa ordiniraju antibiotici.
Hirurška terapija
Hirurška terapija se zasniva na spermatokelektomija (odstranjenju spermatokele).  
Skleroterapija
Skleroterapija (koja se pokazala manje efikasnom)  može se primeniti samo kod starijih muškaraca koji ne planiraju potomstvo jer je ova metoda rizična i može prouzrokovati sterilitet.

## Spoljašnje veze
|  | Molimo Vas, obratite pažnju na važno upozorenje u vezi sa temama iz oblasti medicine (zdravlja). |